# Жуковський Андрій Кіндратович
Д-р Андрі́й Кіндра́тович Жуко́вський (нар. 1889, с. Дорофіївка Підволочиського району — пом. 22 лютого 1951, Чикаго, США) — адвокат, громадсько-політичний діяч, доктор права.

## Життєпис
Навчався у Підволочиську, українській гімназії Тернополя, правничому факультеті Львівського університету.
З початком Першої світової війни — в Легіоні УСС. Під час одного з боїв 1915 потрапив у російський полон, вивезений у табір вглиб Росії. Восени 1917 приїхав до Києва.
Працював у Міністерстві закордонних справ України, в лютому 1918 як член делегації УНР брав участь у переговорах у Бресті, що завершилися підписанням мирного договору та міжнародним визнанням УНР. Під час Визвольних змагань (від кінця 1917) — четар куреня (згодом полку) УСС (командант Євген Коновалець). Згодом — сотник армії УНР, очолював артилерійську частину. Охороняв Центральну Раду в Києві. Командував сотнею, яка 22 січня 1919 під час проголошення Акта Злуки УНР і ЗУНР у Києві забезпечувала охорону на Софіській площі.
Після війни здобув докторський ступінь у Львівському університеті. До 1939 провадив адвокатську діяльність у Підволочиську. Після встановлення радянської влади восени 1939 вчителював. У квітні 1941 через загрозу арешту органами НКВС переїхав із родиною у село Голошинці Підволочиського району.
В роки Другої світової війни очолював Український благодійний комітет, який надавав допомогу військовополоненим. Наприкінці війни еміґрував до Чехо-Словаччини, звідти — до Західної Німеччини у місто Мюнхен, де працював в Українському вільному університеті. 1948 — переїхав до США, де помер.